# Villa de Majencio
La villa de Majencio es una villa imperial en Roma, construida por el emperador romano Majencio. El complejo está ubicado entre la segunda y tercera milla de la antigua Vía Apia, y consta de tres edificios principales: el palacio, el circo de Majencio y el mausoleo dinástico, diseñados en una unidad arquitectónica inseparable para homenajear a Majencio.

## Historia
Los restos de las construcciones majencianas se configuran como la última fase de transformación de una villa republicana rústica original (siglo II a. C.) construida en una posición escenográfica en la ladera de una colina frente a las Colinas Albanas.
Los dos ninfeos orientados hacia la Vía Apia se atribuyen a la época Julio-Claudia, uno de los cuales, aún visible y recientemente reconstruido, se unió mucho más tarde a una granja. En el siglo II la villa sufrió una transformación radical por parte de Herodes Ático, quien la incorporó a su Pago Triopio.
La propiedad pasó más tarde a dominio imperial, y fue en este punto cuando, a principios del siglo IV, Majencio construyó allí la villa, el circo y el mausoleo familiar, en el que fue depositado (quizás en principio) su hijo Valerio Rómulo, muerto en la adolescencia.
La derrota de Majencio por Constantino probablemente determinó el pronto abandono del lugar (se cree que el hipódromo nunca fue utilizado por Majencio), y la propiedad pasó al Patrimonium Appiae (ya mencionado en la época del Papa Gregorio I —a finales del siglo VI— entre el patrimonio eclesiástico). El circo, llamado «Girulum», se menciona en un documento de intercambio de tierras entre entidades eclesiásticas en el 850.
La gran finca pasó a los condes de Tusculum, luego a los Cenci y después a los Mattei —a los que se relaciona con las primeras excavaciones— en el siglo XVI.

## Las excavaciones
A mediados del siglo XVIII se construyó un nuevo edificio rústico adosado al pronaos del mausoleo; el resto del antiguo complejo, conocido entonces como el Circo de Caracalla, estaba casi completamente enterrado, por lo que en 1763 Giuseppe Vasi lo describió así:

Solo queda este Circo, que según algunos es obra de Galieno, una masa de ladrillo que era la entrada principal, y el terreno cultivado alrededor del Circo, en el medio del cual se encontró el obelisco egipcio que ahora se ve en la nobilísima fuente de Piazza Navona.
Giuseppe Vassi

El obelisco in cuestión es el Obelisco Agonal, integrado en la Fuente de los Cuatro Ríos en la Piazza Navona.
Poco después, en 1825, la propiedad fue adquirida por Giovanni Torlonia (que veinte años antes ya había comprado la propiedad de Roma Vecchia y su marquesado). Fue entonces cuando Torlonia encargó las primeras excavaciones sistemáticas, aunque sugeridas, en las formas y en la finalización, por Antonio Nibby. Tras ocho meses de dura excavación (en un terreno, señala Nibby en su disertación, «malo y tan duro que la toba misma habría parecido más suave») el circo había resurgido por completo hasta la Puerta del Triunfo en la calle llamada Asinaria. Y cerca de esa puerta se encontraron dos inscripciones, una de las cuales indicaba a Majencio como promotor y a su hijo Rómulo como el que dedicaba el monumento. Al describir la excavación, Nibby observa meticulosamente la calidad mediocre de los muros y las losas de mármol de las inscripciones, que, por lo tanto, datan del siglo IV. También señala que la edificación nunca había sido restaurada en la antigüedad. La familia Torlonia continuó excavando durante todo el siglo XIX (1877, 1883).
El complejo arqueológico fue finalmente expropiado por el Municipio de Roma en 1943; en 1960, durante los Juegos Olímpicos de Roma, se excavó todo el circo, así como la consolidación de los muros perimetrales, seguido de la excavación parcial de los edificios del palacio, la restauración de la spina, del cuadripórtico y del mausoleo. Varias otras campañas de excavación y consolidación han seguido desde entonces, en 1975-77, 1979 y a principios de la década del 2000.
Desde 2008, la Villa de Majencio forma parte del sistema de Museos Municipales. Desde diciembre de 2012, el sitio forma parte del proyecto Aperti per Voi (Abierto para ustedes) del Touring Club Italiano, donde docenas de voluntarios se turnan para recibir a los visitantes, cuyo número crece constantemente también gracias al acceso gratuito que entró en vigor a fines de agosto de 2014.

## El complejo
El monumento más conocido de todo el complejo es el Circo de Majencio, el único de los circos romanos aún bien conservado en todos sus componentes arquitectónicos.
El mausoleo dinástico, también conocido como la Tumba de Rómulo por el nombre de Valerio Rómulo, joven hijo del emperador que presumiblemente fue enterrado aquí, se encuentra dentro de un pórtico de cuatro lados alineado con la antigua Vía Apia.
El acceso al sitio también permite el acceso al complejo cercano del Mausoleo de Cecilia Metela.

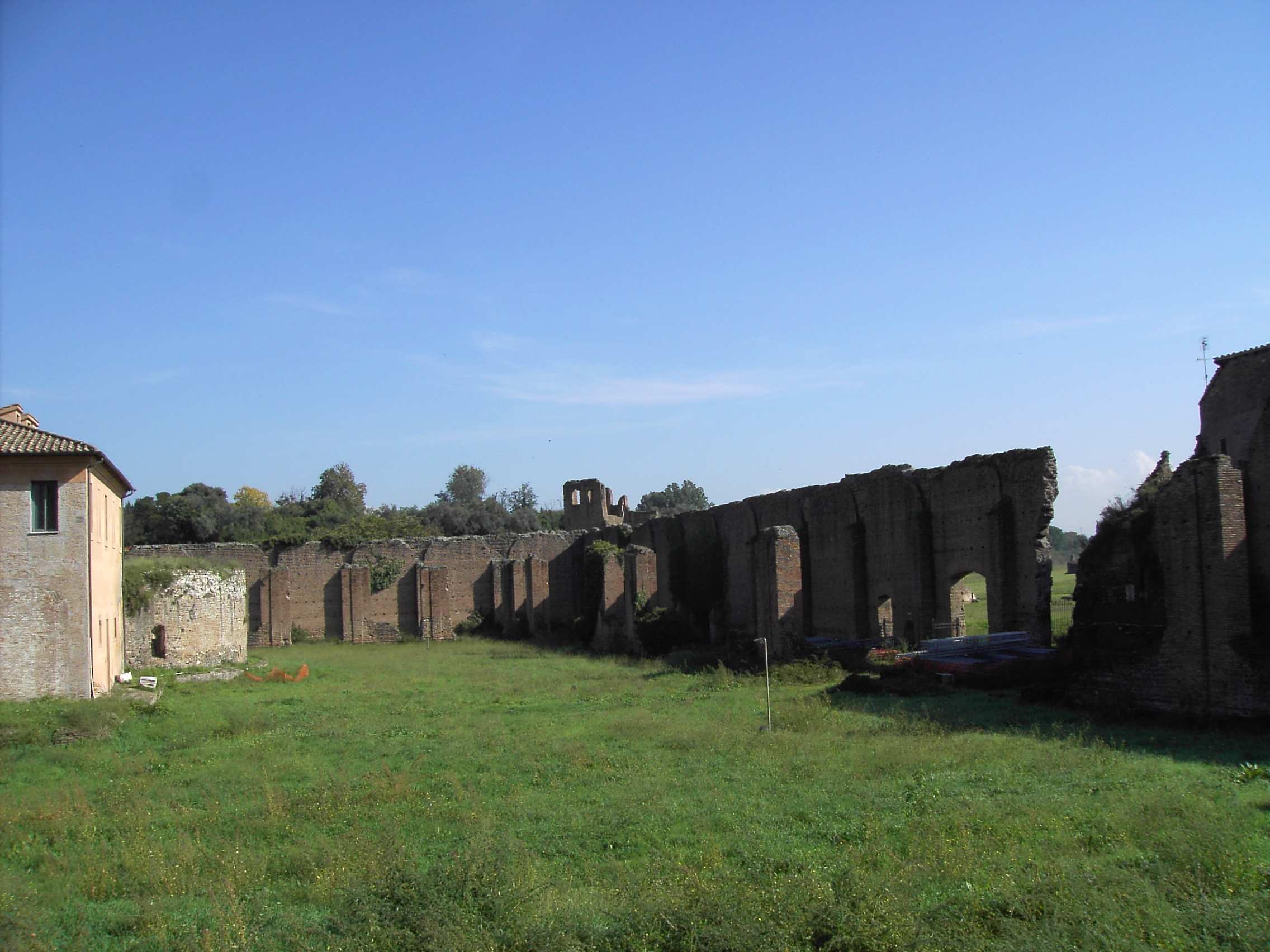
Restos de la tumba de Rómulo
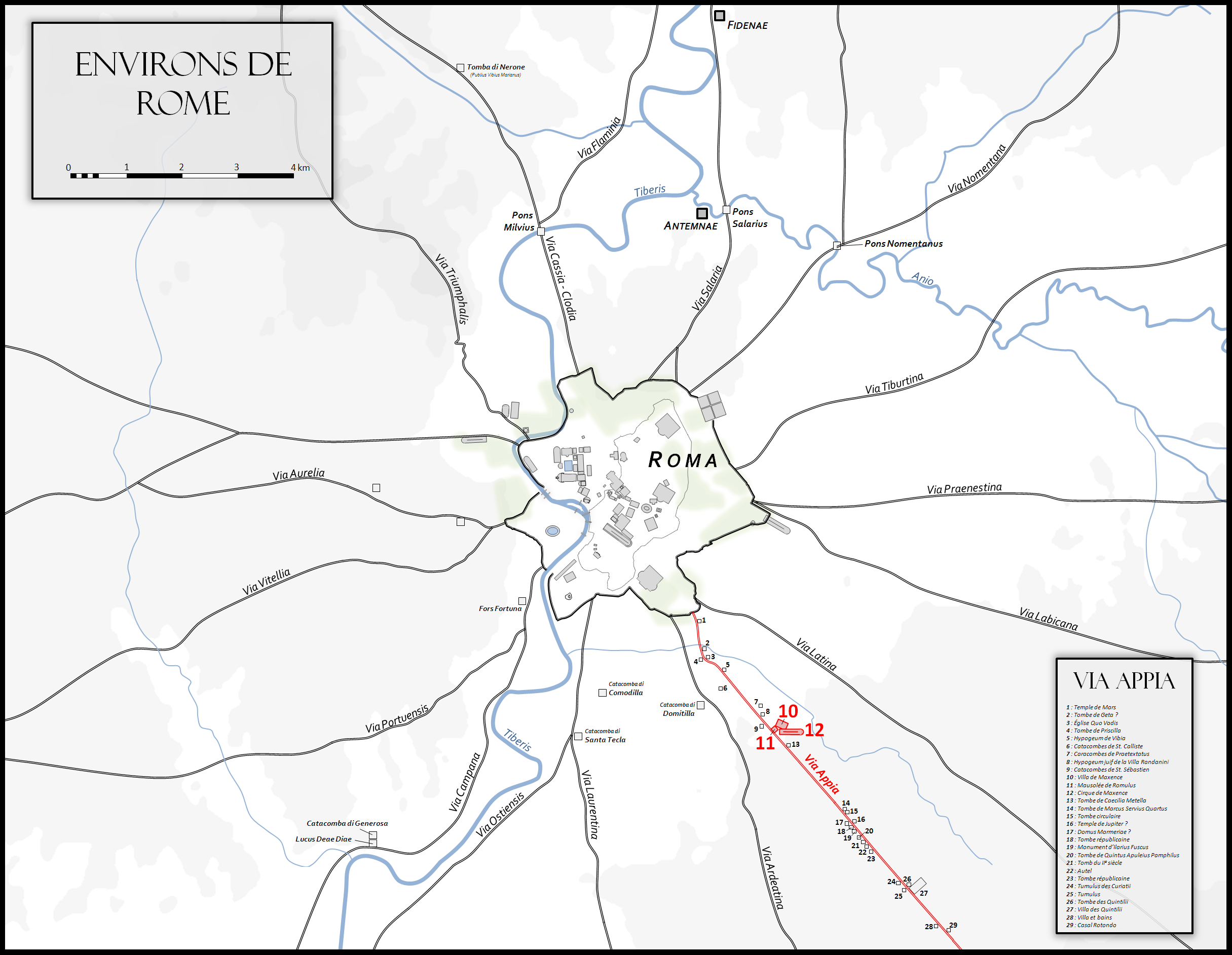
La Villa de Majencio en la Via Apia

## Otros proyectos
- Wikimedia Commons alberga una galería multimedia sobre Villa de Majencio.